# Nyora
Nyora – miasto w Australii, w stanie Wiktoria.